# Diplomatische Note
Die diplomatische Note, insbesondere in der Form der Verbalnote, ist eine Form des Briefwechsels zwischen der diplomatischen Vertretung im Gastland und dem Außenministerium des Empfangsstaates. Da üblicherweise eine diplomatische Note von der Gegenseite erwidert wird, wird somit von einem Notenwechsel, Notenfeedback oder Notenaustausch gesprochen. Durch die Form eines Notenwechsels können auch völkerrechtlich bindende Verträge abgeschlossen werden.
Eine solche Note wird teilweise in der dritten Person verfasst und beginnt üblicherweise mit der Höflichkeitsformel: „Die … Botschaft beehrt sich, dem Außenministerium …“
Am Schluss wird die Note wiederum mit einer Ehrerbietungsformel beendet, z. B.: „Die Botschaft benutzt diesen Anlass, das Außenministerium erneut ihrer ausgezeichneten Hochachtung zu versichern.“

## Bekannte Noten
- Stalin-Noten
- Im Deutsch-britischen Flottenabkommen von 1935 gestattete die britische Regierung in Form einer diplomatischen Note (und somit unter Umgehung des eigenen Parlaments) den Ausbau der deutschen Kriegsmarine bis zu einer Flottenstärke von 35% der Royal Navy.
- Verbalnote zum Artikel 10-Gesetz 1968: „In einer Verbalnote zum G-10-Gesetz bekräftigte die Bundesregierung damals den Inhalt eines Adenauer-Briefes. Der erste Kanzler hatte 1954 versichert, dass jeder alliierte Militärbefehlshaber bei einer unmittelbaren Bedrohung das Recht habe, ‚Schutzmaßnahmen‘ zu ergreifen – eine unbestimmt gehaltene Ermächtigung, die den ehemaligen westlichen Besatzungsstaaten freien Handlungsspielraum zugestand. Auf dieser Basis installierten die Vereinigten Staaten ihr Spionage-System Echelon bis 2004.“[4] Die „Verwaltungsvereinbarung“ wurde im August 2013 durch die Bundesregierung aufgehoben.[5]
- Verbalnoten zur geheimdienstlichen Tätigkeit der USA in Deutschland: „Nach Recherchen von Frontal21 stellte das Auswärtige Amt in den Jahren 2011 und 2012 über 110 US-Firmen in sogenannten Verbalnoten rechtlich mit den US-Streitkräften gleich und gestattete ihnen, für die US-Armee im Bereich ‚analytische Dienstleistungen‘ tätig zu werden. Dahinter verbirgt sich die nachrichtendienstliche Auswertung von Datennetzen.“[6]